# Gare de Mancieulles - Bettainvillers
La gare de Mancieulles - Bettainvillers est une ancienne gare ferroviaire française de la ligne de Valleroy-Moineville à Villerupt-Micheville située à Mancieulles, commune déléguée de Val de Briey, dans le département de Meurthe-et-Moselle, en région Grand Est.

## Situation ferroviaire
Établie à 250 m d'altitude, la gare de Mancieulles - Bettainvilliers était située au point kilométrique (PK) 336,7 de la ligne de Valleroy-Moineville à Villerupt-Micheville entre la halte de Mance et la gare de Tucquegnieux.

## Histoire
La section de Briey à Audun-le-Roman est mise en service le 15 octobre 1906 par la Compagnie des chemins de fer de l'Est. Le 1er décembre 1907, la ligne est prolongée d'Audun-le-Roman à Villerupt-Micheville et complétée par la ligne de Baroncourt à Audun-le-Roman. Ces deux chemins de fer desservaient les mines de fer et usines sidérurgiques de la région. Leur profil ardu et l'intensité du trafic motivent l'électrification des deux lignes en 1955-1956.
La SNCF suspend les dessertes voyageurs entre Briey, Audun et Villerupt le 15 mai 1939 et ne les rétablit pas après la guerre.
La fermeture des mines de fer et le déclin de la sidérurgie provoquent l'abandon de la ligne. La section où se trouve Mancieulles - Bettainvilliers ferme le 30 septembre 1990 et est déclassée le 22 février 1991.

## Patrimoine ferroviaire
Le bâtiment voyageurs sert d'habitations. Appartenant à un plan type créé par les Chemins de fer de l'Est en 1903, il était similaire à celui de la gare de Landres, incendié pendant la guerre et reconstruit à l'identique. Dans leur configuration d'origine, ces gares dotées d'un logement de fonction en « T » de deux étages avaient une aile de trois travées pour l'accueil des voyageurs, comme à Tiercelet - Villers-la-Montagne. L'aile a rapidement été agrandie et portée à cinq travées, les deux ouvertures extrêmes côté rue étant remplacées par des fenêtres doubles.